# Æthelnoth
Æthelnoth est un prélat anglais mort en 1038. Apparenté à l'ancienne maison royale du Wessex, il est le trente-et-unième archevêque de Cantorbéry, de 1020 à sa mort.

## Biographie

### Origines
Æthelnoth est le fils de l'ealdorman Æthelmær Cild et le petit-fils de l'ealdorman et chroniqueur Æthelweard, descendant du roi Æthelred (mort en 871). D'après une tradition de l'abbaye de Glastonbury, au moment de son baptême par l'archevêque Dunstan de Cantorbéry, l'enfant aurait fait un geste similaire à celui d'un évêque bénissant ses fidèles, et Dunstan aurait alors prédit que l'enfant deviendrait un jour archevêque.
La carrière d'Æthelnoth dans les ordres le voit devenir moine à Glastonbury, puis doyen du chapitre de la cathédrale Christ Church de Cantorbéry. Il étudie peut-être auprès de l'homéliste Ælfric d'Eynsham.

### Archevêque
Æthelnoth est sacré archevêque le 13 novembre 1020. Son élection pourrait constituer un geste d'apaisement de la part du roi Knut le Grand à l'égard de sa famille, après l'exécution d'Æthelweard, le frère d'Æthelnoth, en 1017, suivie du bannissement de son beau-frère, également nommé Æthelweard, en 1020. D'après une tradition ultérieure, Æthelnoth bénéficie de la faveur du roi parce qu'il lui aurait donné le Saint Chrême ; il est possible qu'il ait participé à la cérémonie de confirmation de Knut en 1016, ou bien à son sacre l'année suivante.
Le nouvel archevêque se rend à Rome en 1022 pour y recevoir son pallium des mains du pape Benoît VIII. Sur le chemin du retour, il fait l'acquisition d'une relique d'Augustin d'Hippone qu'il offre à l'abbaye de Coventry. Il préside également à la translation des reliques de son prédécesseur Alphège, considéré comme saint et martyr.
C'est également en 1022 qu'Æthelnoth sacre Gerbrand (da) évêque de Roskilde, au Danemark. Le diocèse de Roskilde relève théoriquement de l'archevêché de Hambourg-Brême, ce qui suscite des tensions entre Gerbrand et son supérieur. Knut est contraint de promettre de demander conseil à l'archevêque de Brême avant de nommer des évêques dans sa province. Æthelnoth semble avoir également sacré deux évêques gallois, à Llandaff et à St David's.
Knut meurt en 1035. D'après l'Encomium Emmae, Æthelnoth aurait refusé de sacrer son fils Harold Pied-de-Lièvre en raison d'une promesse faite au roi défunt : il aurait juré de ne couronner qu'un fils de sa femme Emma de Normandie. Néanmoins, Gervais de Cantorbéry affirme qu'Harold a bien été sacré par Æthelnoth.

### Mort et postérité
Durant les dernières années d'Æthelnoth, le prêtre Eadsige assure une partie de ses fonctions. L'archevêque meurt en 1038, entre le 28 octobre et le 1er novembre. Il est inhumé en la cathédrale de Cantorbéry. Il est considéré comme un saint, fêté le 30 octobre. Bien qu'il figure dans la liste de saints de Jean Mabillon et dans l'Acta Sanctorum, il ne subsiste aucune trace d'un éventuel culte qui lui aurait été rendu à Cantorbéry ou ailleurs.